# HD63589
HD63589 — подвійна зоря. 
Ця подвійна система має видиму зоряну величину в смузі V приблизно 6,0.
Вона розташована на відстані близько 207,9 світлових років від Сонця.

## Подвійна зоря
Головна зоря цієї системи належить до хімічно пекулярних зір й має спектральний клас A2.
Інша компонента має  спектральний клас F0.

## Фізичні характеристики
Зоря HD63589 обертається 
порівняно повільно 
навколо своєї осі. Проєкція її екваторіальної швидкості на промінь зору становить  Vsin(i)= 40км/сек.